# Henry de Vere, XVIII conte di Oxford
Henry de Vere XVIII conte di Oxford (Newington, 24 febbraio 1593 – Anversa, giugno 1625) è stato un avvocato e militare britannico.

## Biografia
Figlio di Edward de Vere, XVII conte di Oxford, ed Elizabeth Trentham, venne educato ad Oxford. Il 30 agosto 1605 entrò a far parte dell'Ordine del Bagno e nel 1611 fu Lord Keeper di Havering Park. Nel 1617 arruolò una compagnia di militari e si trasferì a Venezia, combattendo per la repubblica in Dalmazia.
Tornato in Inghilterra nel 1619, divenne Lord Ciambellano del re. Entrato nel mondo degli avvocati, sostenne una causa tra Sir John Villiers, fratello di George Villiers, e Lady Elizabeth Hatton, moglie di Sir Edward Coke, per la tutela della nipote di quest'ultimo, Frances.
Nel 1620 accompagnò Sir Horace de Vere in Palatinato, dove si mise al servizio dell'elettore Federico V e combatté i cattolici in Boemia. Nel 1624 sposò Lady Diana Cecil, figlia di William Cecil, II conte di Exeter; nello stesso anno combatté come colonnello gli spagnoli nelle Fiandre, e ferito a Ter-Heiden, fu trasferito ad Anversa, ove morì pochi giorni dopo. Fu seppellito nell'abbazia di Westminster.